# Habsburg–Lotaringiai Margit Klementina főhercegnő
Habsburg–Lotaringiai Margit Klementina Mária főhercegnő (németül Erzherzogin Margarethe Klementine Maria von Österreich) (Alcsút, 1870. július 6. - Regensburg, 1955. május 2.) József nádor unokája, a Habsburg–Lotaringiai-ház ún. magyar vagy nádori ágából származó főhercegnő, házassága révén Thurn und Taxis hercegnéje.

## Származása

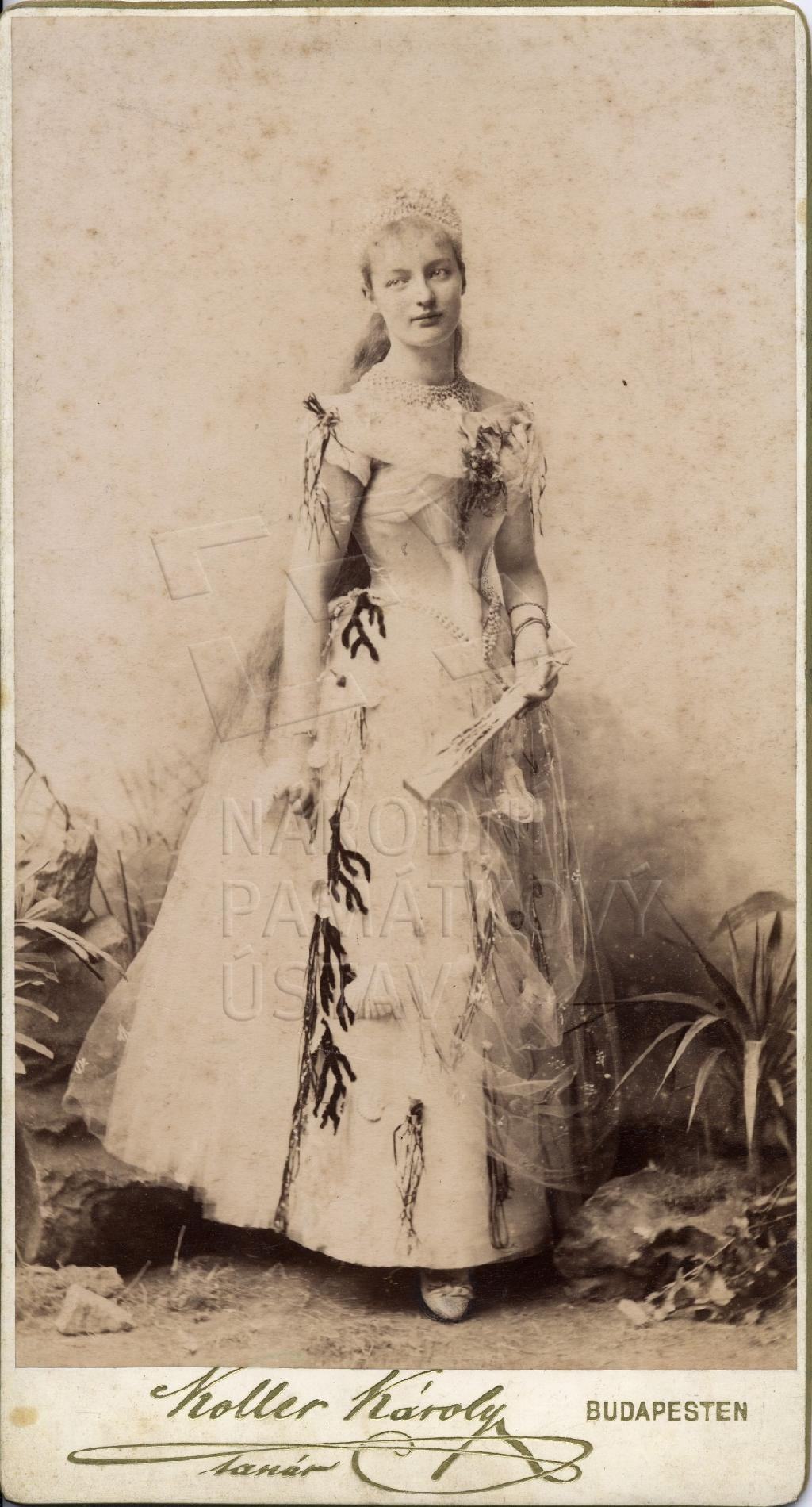
Farsangi jelmezben, a Tenger Királynője (1888)

Édesapja Habsburg–Lotaringiai József Károly Lajos főherceg, lovassági tábornok (1833–1905) volt, a magyar honvédség főparancsnoka, József nádor (1776–1847) fia, István nádor (1817–1867) testvéröccse. Margit főhercegnő nagyapja és nagybátyja is a Magyar Királyság utolsó nádorai voltak. Dédapja II. Lipót német-római császár, magyar és cseh király volt.
Margit főhercegnő édesanyja Szász–Coburg–Koháry Klotild Mária Adél Amália hercegnő (1846-1927) volt, I. Lajos Fülöp francia király unokája, aki a Szász–Coburg–Gothai hercegi dinasztia magyar ágából származott.
A szülők házasságából hét gyermek született, harmadikként Margit főhercegnő:
- Erzsébet (Linz, 1865. március 18. – 1866. január 7.), meghalt kisgyermekként.
- Mária Dorottya Amália főhercegnő (Alcsút, 1867. június 14. – Alcsút, 1932), aki 1896. november 5-én férjhez ment Fülöp orléans-i herceghez.
- Margit Klementina Mária (1870 – 1955)
- József Ágost főherceg (Alcsút, 1872. augusztus 9. – Rain bei Straubing, Bajorország, 1962. július 6.), kormányzó, tábornagy
- László Fülöp Mária Vince főherceg (Alcsút, 1875. július 16. – Budapest, 1895. szeptember 6.) a honvédség 1. gyalogezredének hadnagya, vadászbalesetben halt meg.
- Erzsébet Henrietta Klotild Mária Viktória főhercegnő (Alcsút, 1883. március 9. – Regensburg, 1958).
- Klotild Mária Rainera Amália Filoména főhercegnő (Fiume, 1884. május 9. – Alcsút, 1903. december 14.), fiatalon meghalt.

A főhercegi pár lányainak nevelését Holdházy Mária irányította, testvére Holdházy János a fiúk nevelését felügyelte. Az alcsúti kastélyban gondos nevelést kapott és a művészet iránt is élénk érdeklődést mutatott.
Jókai így ír a fiatal Margit főhercegről Életemből című írásában: „Nővére, a három évvel fiatalabb Margit főhercegnő a szelídség, báj, kellem megtestesülése. Testvérnénje művészi hajlamaiban ő is osztozik. Rajong a zenéért. Kisebb darabokat máris komponál titokban. Egyet ezekből sikerült nővérének megkeríteni, melyet a télen át esténként tartatni szokott családi koncertben el is játszottak. Mindenkit meglepett a kétségkívül gyermekies kísérletben is félreismerhetetlenül mutatkozó dallamosság és szerkezeti tisztaság. Ebben is anyjuk leányai mind a ketten.”

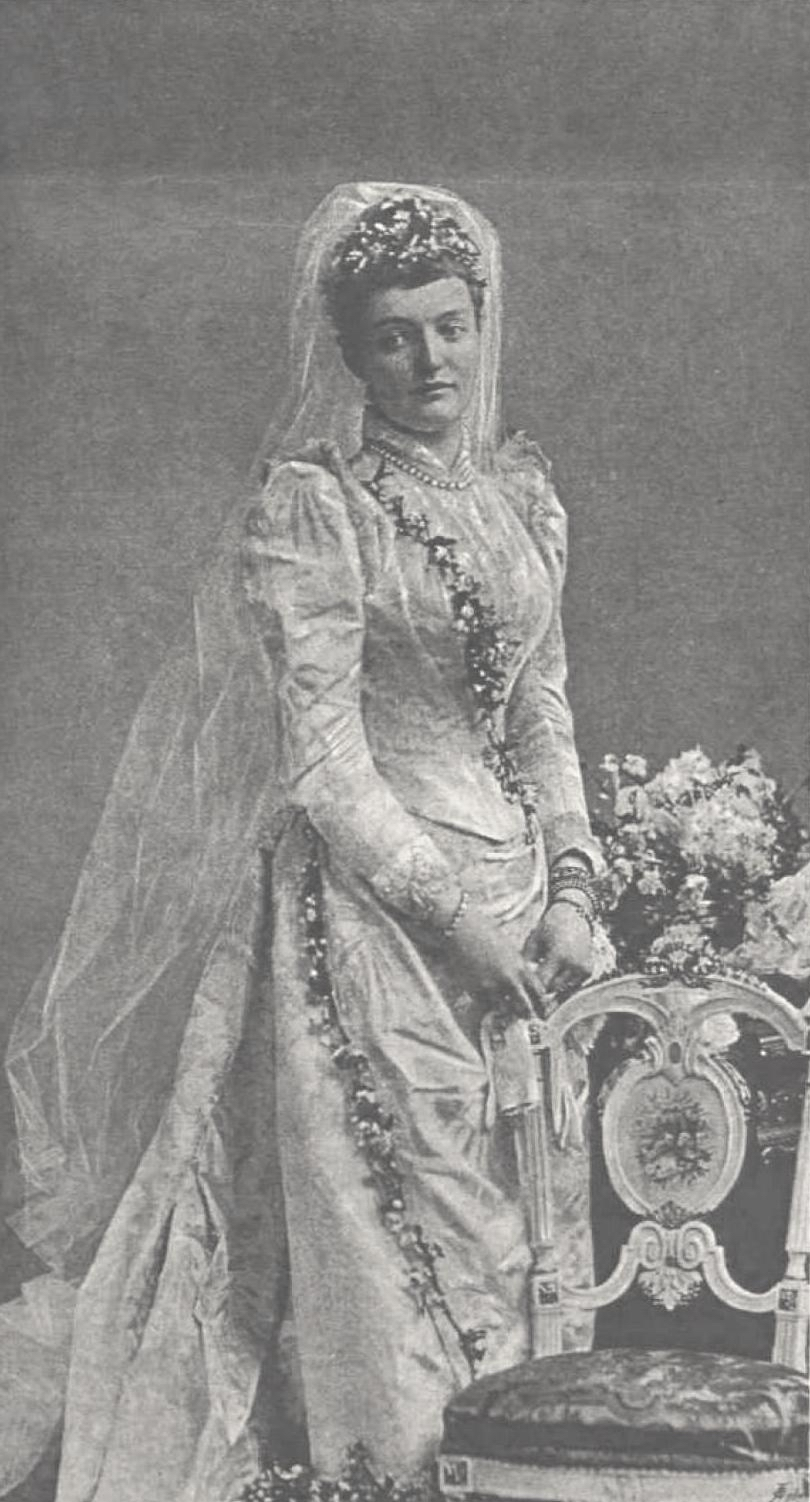
Magit főhercegnő esküvői ruhájában

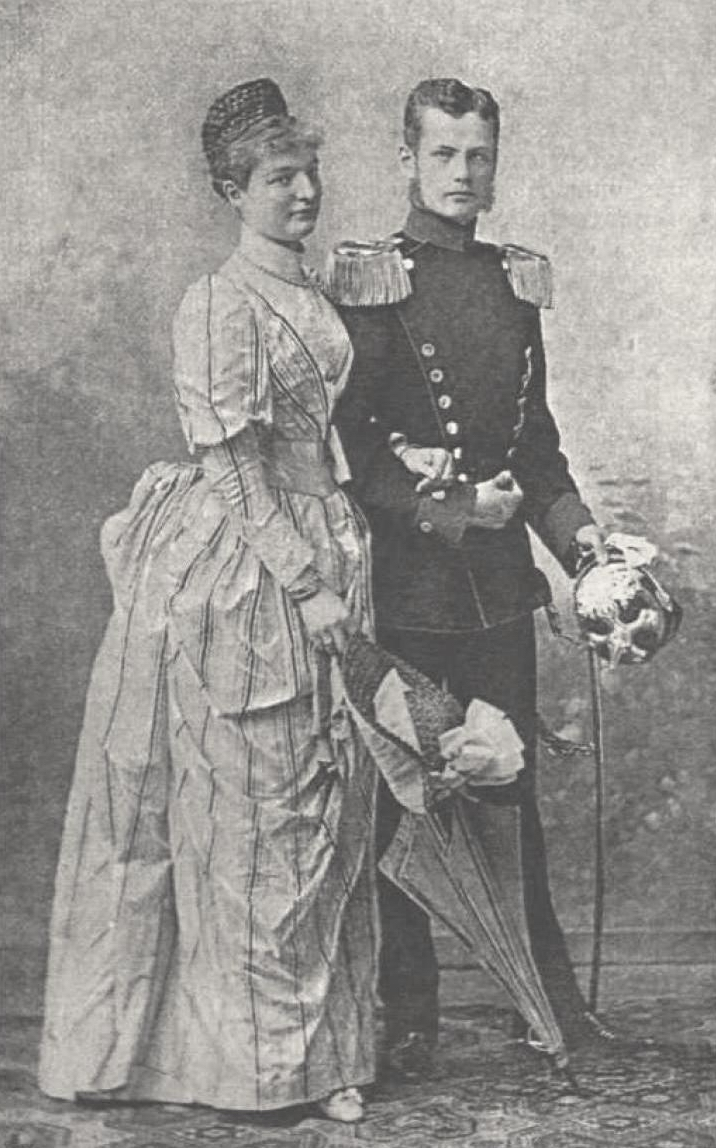
Margit és férje, Albert

## Házassága, gyermekei
1890. július 15-én, Budapesten feleségül ment I. Alberthez, Thurn und Taxis hercegéhez, Erzsébet királyné nővérének, Ilonának fiához. Az esküvőt Simor János, esztergomi érsek celebrálta. Eljegyzésüket 1889-ben, az örömszülők ezüstlakodalmán, májusban tartották.
A főhercegi pár Regensburgban telepedett le, a Thurn und Taxis hercegi kastélyban.
Házasságukból 8 gyermek született:
- Franz Josef Maximilian Maria Antonius Ignatius Lamoral Thurn und Taxis 9. hercege (Regensburg 1893. december 21. – Regensburg 1971. július 13.); Felesége Elizabeth, portugál infánsnő (1894–1970)
- Joseph Albert (Regensburg, 1895. november 4. – Regensburg, 1895. december 7.)
- Karl August Joseph Maria Maximilian Lamoral Antonius Ignatius Benediktus Valentin Thurn und Taxis 10. hercege (Schloß Garatshausen, 1898. július 23. – Regensburg 1982. április 26.); Felesége Maria Anna portugál infánsnő (1899–1971)
- Ludwig Philipp Maria Friedrich Joseph Maximilian Antonius Ignatius Lamoral (Regensburg, 1901. február 2. – Schloß Niederaichbach 1933. április 22.); Elisabeth Luxemburg and Nassau-i hercegnő (1901–1950)
- Max Emanuel Maria Siegfried Joseph Antonius Ignatius Lamoral (Regensburg, 1902. március 1. – Regensburg, 1994. október 3.)
- Elisabeth Helene Maria Valerie Franziska Maximiliane Antonie (Regensburg, 1903. december 15. – München, 1976. október 22.). Férje Friedrich Christian szászországi herceg, (1893–1968)
- Raphael Rainer Karl Maria Joseph Antonius Ignatius Hubertus Lamoral (Regensburg, 1906. május 30. – Schwangau, 1993. június 8.); felesége Margarete Thurn und Taxis hercegnője (1913–1997)
- Philipp Ernst Maria Adalbert Joseph Maximilian Antonius Ignatius Stanislaus Lamoral (Schloß Prüfening, 1908. május 7. – Schloß Hohenberg, 1964. július 23.); felesége Eulalia Thurn und Taxis hercegnője (1908–1993)

Regensburg 1930-ban neki adományozta a Goldene Bürgermedaille-t, a kitüntetést férje már 1913-ban elnyerte. 1950-ben férjével együtt megkapta Regensburg város által kiosztható legmagasabb elismerést; mindketten a város díszpolgárai lettek.